# Divizia A 1932-1933
La Divizia A 1932-1933 è stata la 21ª edizione del campionato rumeno di calcio, la prima sotto formula di lega nazionale, e fu disputato tra il settembre 1932 e il luglio 1933 e si concluse con la vittoria finale del Ripensia Timișoara, al suo primo titolo.
Capocannoniere del torneo fu Ștefan Dobay (Ripensia Timișoara), con 16 reti.

## Formula
Fu il primo campionato disputato con la formula dei gironi nazionali, imposta dalla Federcalcio rumena, a sua volta riformatasi, dopo due anni di dibattiti sulla peraltro non tragica prestazione della Romania al campionato mondiale di calcio di Uruguay 1930. Le 14 squadre partecipanti vennero scelte d'ufficio dalla Fedecalcio, e furono divise in due gironi da 7 con partite di andata e ritorno, per un totale di 12 partite. I club della stessa città venivano per quanto possibile separati in gruppi diversi. I due vincitori dei gironi si affrontarono in una finale, anch'essa disputata in partita di andata e ritorno per determinare la squadra campione.

## Squadre partecipanti
| Club                      | Città       | Stadio | Posizione 1931-1932         |
| ------------------------- | ----------- | ------ | --------------------------- |
| AMEF Arad                 | Arad        |        | Campionato provinciale      |
| Brașovia Brașov           | Brașov      |        | Campionato provinciale      |
| CAO Oradea                | Oradea      |        | Campionato provinciale      |
| CFR București             | Bucarest    |        | Campionato provinciale      |
| Crișana Oradea            | Oradea      |        | Turno preliminare nazionale |
| Gloria CFR Arad           | Arad        |        | Campionato provinciale      |
| RGM Timișoara             | Timișoara   |        | Campionato provinciale      |
| Ripensia Timișoara        | Timișoara   |        | Campionato provinciale      |
| România Cluj              | Cluj Napoca |        | Campionato provinciale      |
| Șoimii Sibiu              | Sibiu       |        | Campionato provinciale      |
| Tricolor Ploiești         | Ploiești    |        | Campionato provinciale      |
| Unirea Tricolor București | Bucarest    |        | Campionato provinciale      |
| Universitatea Cluj        | Cluj Napoca |        | Campionato provinciale      |
| Venus Bucarest            | Bucarest    |        | Campione                    |

## Classifica finale

### Gruppo 1
|  | Pos. | Squadra            | Pt | G  | V  | N | P | GF | GS | DR  |
|  | ---- | ------------------ | -- | -- | -- | - | - | -- | -- | --- |
|  | 1.   | Ripensia Timișoara | 20 | 12 | 10 | 0 | 2 | 49 | 10 | +39 |
|  | 2.   | CFR București      | 17 | 12 | 8  | 1 | 3 | 34 | 15 | +19 |
|  | 3.   | Crișana Oradea     | 15 | 12 | 7  | 1 | 4 | 22 | 22 | 0   |
|  | 4.   | Gloria CFR Arad    | 13 | 12 | 6  | 1 | 5 | 21 | 20 | +1  |
|  | 5.   | Tricolor Ploiești  | 9  | 12 | 3  | 3 | 6 | 12 | 27 | -15 |
|  | 6.   | România Cluj       | 6  | 12 | 2  | 2 | 8 | 11 | 25 | -13 |
|  | 7.   | Șoimii Sibiu       | 4  | 12 | 1  | 2 | 9 | 7  | 37 | -30 |

| SERIA 1                             | 1   | 8    |
| CFR BUCURESTI - RIPENSIA TIMISOARA  | 3-2 | 1-2  |
| ROMÂNIA CLUJ - GLORIA CFR ARAD      | 1-2 | 0-4  |
| TRICOLOR PLOIESTI - ȘOIMII SIBIU    | 4-0 | 1-1  |
|                                     | 2   | 9    |
| CRISANA ORADEA - ROMÂNIA CLUJ       | 3-0 | 1-0  |
| TRICOLOR PLOIESTI - CFR BUCURESTI   | 0-3 | 0-2  |
| ȘOIMII SIBIU - RIPENSIA TIMISOARA   | 0-3 | 0-6  |
|                                     | 3   | 10   |
| ȘOIIMII SIBIU - CRISANA ORADEA      | 0-2 | 1-5  |
| TRICOLOR PLOIESTI - ROMÂNIA CLUJ    | 1-1 | 0-2  |
| GLORIA ARAD - RIPENSIA TIMISOARA    | 4-3 | 1-4  |
|                                     | 4   | 11   |
| GLORIA CFR ARAD - ȘOIMII SIBIU      | 3-2 | 1-0  |
| RIPENSIA TIMISOARA - VICTORIA CLUJ  | 3-0 | 4-0  |
| CRISANA ORADEA - CFR BUCURESTI      | 1-1 | 0-4  |
|                                     | 5   | 12   |
| TRICOLOR PLOIESTI - CRISANA ORADEA  | 4-1 | 1-4  |
| ROMÂNIA CLUJ - ȘOIMII SIBIU         | 3-1 | 0-0  |
| CFR BUCURESTI - GLORIA CFR ARAD     | 3-1 | 2-3  |
|                                     | 6   | 13   |
| ȘOIMII SIBIU - CFR BUCURESTI        | 1-9 | 1-0  |
| CRISANA ORADEA - GLORIA CFR ARAD    | 2-1 | 2-0  |
| TRICOLOR PLOIESTI - RIPENSIA TIMIS  | 0-1 | 0-11 |
|                                     | 7   | 14   |
| CFR BUCURESTI - ROMÂNIA CLUJ        | 2-1 | 4-3  |
| RIPENSIA TIMISOARA - CRISANA ORADEA | 9-1 | 1-0  |
| GLORIA ARAD - TRICOLOR PLOIESTI     | 1-1 | 0-3  |

Legenda:

      Ammessa alla finale
Note:

Due punti a vittoria, uno a pareggio, zero a sconfitta.

### Gruppo 2
|  | Pos. | Squadra                   | Pt | G  | V | N | P  | GF | GS | DR  |
|  | ---- | ------------------------- | -- | -- | - | - | -- | -- | -- | --- |
|  | 1.   | U Cluj                    | 18 | 12 | 8 | 2 | 2  | 24 | 15 | +9  |
|  | 2.   | Clubul Atletic Oradea     | 17 | 12 | 8 | 1 | 3  | 30 | 17 | +13 |
|  | 3.   | Unirea Tricolor București | 16 | 12 | 7 | 2 | 3  | 31 | 21 | +10 |
|  | 4.   | Venus Bucarest            | 16 | 12 | 6 | 4 | 2  | 34 | 17 | +17 |
|  | 5.   | AMEF Arad                 | 8  | 12 | 4 | 0 | 8  | 17 | 35 | -18 |
|  | 6.   | RGM Timișoara             | 8  | 12 | 3 | 2 | 7  | 17 | 27 | -10 |
|  | 7.   | Brașovia Brașov           | 1  | 12 | 0 | 1 | 11 | 10 | 31 | -20 |

| SERIA 2                           | 1   | 8   |
| CAO - BRASOVIA BRASOV             | 3-0 | 4-2 |
| RGM TIMISOARA - UN.TRIC.BUCURESTI | 0-0 | 1-4 |
| AMEFA - U CLUJ                    | 1-3 | 0-2 |
|                                   | 2   | 9   |
| BRASOVIA BRASOV - AMEFA           | 0-2 | 0-2 |
| VENUS BUCURESTI - RGM TIMISOARA   | 2-0 | 2-2 |
| U CLUJ - CAO                      | 0-2 | 0-1 |
|                                   | 3   | 10  |
| RGM TIMISOARA - BRASOVIA BRASOV   | 3-2 | 2-1 |
| CAO - UN.TRIC.BUCURESTI           | 7-3 | 0-1 |
| AMEFA - VENUS BUCURESTI           | 3-6 | 1-6 |
|                                   | 4   | 11  |
| AMEFA - CAO                       | 3-2 | 0-2 |
| UN.TRIC.BUCURESTI - VENUS BUC     | 2-4 | 3-1 |
| U CLUJ - BRASOVIA BRASOV          | 3-2 | 3-0 |
|                                   | 5   | 12  |
| VENUS BUCURESTI - CAO             | 6-0 | 0-0 |
| RGM TIMISOARA - AMEFA             | 4-1 | 2-3 |
| UN.TRIC.BUCURESTI - U CLUJ        | 2-2 | 3-4 |
|                                   | 6   | 13  |
| UN.TRIC.BUCURESTI - AMEFA         | 4-1 | 4-0 |
| CAO - RGM TIMISOARA               | 5-0 | 4-2 |
| U CLUJ - VENUS BUCURESTI          | 1-0 | 3-3 |
|                                   | 7   | 14  |
| BRASOVIA BRASOV - UN.TRIC.BUC     | 0-2 | 1-3 |
| U CLUJ - RGM TIMISOARA            | 1-0 | 2-1 |
| VENUS BUC - BRASOVIA BRASOV       | 3-1 | 1-1 |

Legenda:

      Ammessa alla finale
      Retrocessa per bancarotta
Note:

Due punti a vittoria, uno a pareggio, zero a sconfitta.

## Risultati

### Gruppo 1
|                    | RIP | CFB | CRI | GLO | TRI  | ROM | SOI |
| Ripensia Timișoara | --- | 2-1 | 9-1 | 4-1 | 11-0 | 3-0 | 6-0 |
| CFR Bucarest       | 3-2 | --- | 4-0 | 3-1 | 2-0  | 2-1 | 0-1 |
| Crișana Oradea     | 0-1 | 1-1 | --- | 2-1 | 4-1  | 3-0 | 5-1 |
| Gloria CFR Arad    | 4-3 | 3-2 | 0-2 | --- | 1-1  | 4-0 | 3-2 |
| Tricolor Ploiești  | 0-1 | 0-3 | 4-1 | 3-0 | ---  | 1-1 | 4-0 |
| România Cluj       | 0-4 | 3-4 | 0-1 | 1-2 | 2-0  | --- | 3-1 |
| Șoimii Sibiu       | 0-3 | 1-9 | 0-2 | 0-1 | 1-1  | 0-0 | --- |
| ------------------ | --- | --- | --- | --- | ---- | --- | --- |

### Gruppo 2
|                           | UNI | CAO | UTB | VEN | AME | RGT | BRA |
| Universitatea Cluj        | --- | 0-2 | 4-3 | 1-0 | 2-0 | 1-0 | 3-2 |
| CAO Oradea                | 1-0 | --- | 7-3 | 0-0 | 2-0 | 5-0 | 3-0 |
| Unirea Tricolor București | 2-2 | 1-0 | --- | 3-1 | 4-1 | 4-1 | 3-1 |
| Venus Bucarest            | 3-3 | 6-0 | 4-2 | --- | 6-1 | 2-0 | 3-1 |
| AMEF Arad                 | 1-3 | 3-2 | 0-4 | 3-6 | --- | 3-2 | 2-0 |
| RGMT Timișoara            | 1-2 | 2-4 | 0-0 | 2-2 | 4-1 | --- | 3-2 |
| Brașovia Brașov           | 0-3 | 2-4 | 0-2 | 1-1 | 0-2 | 1-2 | --- |
| ------------------------- | --- | --- | --- | --- | --- | --- | --- |

### Finale
La partita di andata della finale fu disputata il 9 luglio 1933 a Timișoara mentre quella di ritorno fu giocata il 16 luglio 1933 a Cluj Napoca.
| Arbitro: | Costel Rădulescu (Bucarest) |

|                                                                |           |                                          |
| Gheorghe Ciolac 16’ Silviu Bindea 22’ Ștefan Dobay 34’ 49’ 85’ | Marcatori | 5’ Ștefănescu 25’ Grațian Sepi 77’ Sârbu |

| Cluj Napoca 16 luglio 1933 | Universitatea Cluj      | 0 – 0 | Ripensia Timișoara | (1.600 spett.)\| Arbitro: \| Teofil Morariu (Oradea) \| |
| Arbitro:                   | Teofil Morariu (Oradea) |       |                    |                                                         |

### Verdetti
- Ripensia Timișoara Campione di Romania 1932-33.
- RGM Timișoara non iscrittasi al campionato successivo.